# 5396 Kathleenhowell
5396 Kathleenhowell este o planetă minoră (asteroid) din centura de asteroizi. A fost descoperită pe 20 septembrie 1988 la Observatorul La Silla de Henri Debehogne. 
Obiectul prezintă o orbită caracterizată de o semiaxă mare de 2,3958966 UAi, o excentricitate de 0,168833, o înclinație de 4,66957 ° în raport cu ecliptica.